# Bukovača (Bosanski Petrovac)
Bukovača (szerbül: Буковача) szerb falu Bosznia-Hercegovinában, a Bosznia-hercegovinai Föderáció Una-Szanai kantonjában, Bosanski Petrovac községben.

## Fekvése
Bosznia-Hercegovina nyugati részén, Bihácstól légvonalban 56, közúton 62 km-re délkeletre, Bosanski Petrovactól légvonalban 7, közúton 9 km-re délkeletre, a Bosanski Petrovac és Drinić közötti úton található. A falutól nyugatra található Bara település. Nevét egy ma már nem létező jellegzetes bükkfáról kapta. A faluban számos forrás található, és a mérések kimutatták, hogy erről a területről a víznyelőkön át a föld alá jutó víz a Szana folyóban bukkan fel újra.

## Népessége
| Nemzetiségi csoport | Népesség 1991 | Népesség 2013 |
| ------------------- | ------------- | ------------- |
| Szerb               | 291           | 150           |
| Bosnyák             | 0             | 0             |
| Horvát              | 0             | 0             |
| Jugoszláv           | 5             | 1             |
| Egyéb               | 2             | 1             |
| Összesen            | 298           | 152           |

## Története
A falu területe ősidők óta lakott volt. A településen található a Stražbenica-hegy. Tetejére egykor szerpentines út vezetett, melynek nyomai ma is láthatók. A tetején található egy 400 méter hosszú, eleinte valószínűleg illír erődített település maradványa, amelynek alapjaira építették a rómaiak erődítményüket. A leletek között egy ezüst és több római rézérme, komplett női hajdíszítő bronz ékszerek, több bronz gyűrű és karkötő, tóga kapcsok - fibulák is előkerültek.
A falu sík részén egy boltíves sírbolt romja található. A körülbelül 20 m hosszú sírt Sergejevski régész vizsgálta meg. A sír fehér kőből (bihacitból) épült. Egy sírkövet találtak benne, és a felirat alapján a késő római korból való. A sírhoz kőből és mészhabarcsból készült macskaköves út vezet.
A boszniai történelem oszmán korszakában az egész bukovačai birtok beglukként a híres bukovačai Kulenović bég család tulajdonában volt. Így volt ez az osztrák-magyar időszakban is, egészen 1918-ig, amikor a Szerb-Horvát-Szlovén Királyság új állama végrehajtotta az agrárreformot.

## Nevezetességei
- Késő ókori sír maradványai. A sírban két urnás temetkezés maradványait találták, melyek egyikén felirat is volt. Ugyanitt egy halomsírban római boltozott sírt találtak benne számos 4. századi érmével. A sírok korát a 3. – 6. század közötti időszakra teszik.[10]

- Stražbenica – ókori erődített település és középkori torony maradványai. Az ókori település 400 méter hosszan húzódott egy mészkőhegy észak-déli irányú gerincének vonalában. Védőfalai az északi és keleti oldalon voltak. Korát a szakemberek a bronzkorra és a vaskorra keltezték. Az ókori település délkeleti részén kisméretű, 3,5 méter átmérőjű, kőből és mészhabarcsból épített késő középkori hengeres torony maradványai találhatók. [10]

## Híres emberek
A faluban született Jugoszlávia nemzeti hőse, Đuran Kovačević.

## Fordítás
- Ez a szócikk részben vagy egészben  a   Bukovača (Bosanski Petrovac) című bosnyák Wikipédia-szócikk ezen változatának fordításán alapul.  Az eredeti cikk szerkesztőit annak laptörténete sorolja fel. Ez a jelzés csupán a megfogalmazás eredetét és a szerzői jogokat jelzi, nem szolgál a cikkben szereplő információk forrásmegjelöléseként.